# Lago Skiff (Novo Brunswick)
O lago Skiff é um lago de água doce, junto ao qual se encontra a aldeia de Canterbury, Condado de York, New Brunswick, Canadá.

## Descrição
O lago Skiff é uma formação lagunar de origem glaciar, localizada no sudoeste de New Brunswick, perto da aldeia de Canterbury. Este apesar de não ser um lago de grande dimensão tem um número apreciável de ilhas, que chega ao total de 27, que parecem espalhadas de forma anárquica no lago.
Em redor do lago existem grandes pedras de granito com origem numa erupção antiga do Monte Pleasant.

## História
O lago Skiff foi nomeado por Henry Northcote, 1.º Barão de Northcote, (que viveu entre 18 de novembro de 1846 e 29 de setembro de 1911), que num barco a remos foi até uma ilha do lago que reivindicou. Esta ilha é agora conhecida como ilha Northcote. Henry Northcote mandou construir uma casa na ilha que desde então se passou a denominar ilha Northcote, sendo este o  primeiro assentamento humano numa ilha do lago Skiff.
Além deste local, existe um outro assentamento humano mais antigo, embora não numa das ilhas, mas nas margens do lago, num campo denominado “Lady of the Lake” (Literalmente: Senhora do Lago), sendo este o local do mais antigo acampamento registado nas margens do lago.